# Barytarbes leptobasis
Barytarbes leptobasis är en stekelart som först beskrevs av Henry Keith Townes, Jr. 1970.  Barytarbes leptobasis ingår i släktet Barytarbes och familjen brokparasitsteklar. Inga underarter finns listade.